# Tobot
Tobot (Tiếng Hàn: 또봇) là một bộ phim hoạt hình truyền hình Hàn Quốc được sản xuất bởi Young Toys và Retrobot. Tại Việt Nam, phim được mua bản quyền bởi TVM Corp và chiếu trên kênh HTV3, VTC11, SAM - BTV11 và An Viên - BTV9.

## Nhân vật chính

### Người điều khiển Tobot
- Ryan Char - Tobot X
- Kory Char - Tobot Y
- Dylan Kwon - Tobot Z
- Cảnh Sát Hera Oh - Tobot C
- Dolly Park - Tobot D
- Nathan - Tobot W
- Neon - Tobot R (Trước đó là giáo sư Noh)
- Limo Kwon - Tobot Zero
- Liam - Tobot K
- Noah - Tobot T
- Paxton - Tobot V

### Nhân vật khác
- Franklin Char
- Giáo sư Noh